# Samuel Zauber
Samuel Zauber (ur. 1 stycznia 1901 w Temesvár, zm. 10 czerwca 1986 w Jerozolimie) – rumuński piłkarz, reprezentant kraju, grający na pozycji bramkarza.

## Kariera piłkarska
Zauber swoją przygodę z futbolem rozpoczął w 1924 w zespole Maccabi Bukareszt. Następny sezon spędził w Sportul Studențesc Bukareszt. Od 1928 ponownie grał dla Maccabi, w barwach którego zdobył mistrzostwo Liga II w sezonie 1934/35. W Maccabi grał do 1936, po czym zakończył karierę piłkarską. 

## Kariera reprezentacyjna
Zauber w 1930 został powołany na Mistrzostwa Świata. Na turnieju pełnił rolę bramkarza rezerwowego. 
Pierwszy mecz w drużynie narodowej zagrał 28 stycznia 1931. Przeciwnikiem była Jugosławia, a spotkanie zakończyło się zwycięstwem Rumunów 4:2. Po raz ostatni w drużynie narodowej pojawił się 29 listopada 1931, w wygranym 4:2 meczu z Grecją. Łącznie w reprezentacji zagrał w 3 spotkaniach.
| Mecze i gole w reprezentacji | Mecze i gole w reprezentacji | Mecze i gole w reprezentacji | Mecze i gole w reprezentacji | Mecze i gole w reprezentacji | Mecze i gole w reprezentacji | Mecze i gole w reprezentacji |
| #                            | Data                         | Miasto                       | Przeciwnik                   | Gol                          | Wynik                        | Rozgrywki                    |
| ---------------------------- | ---------------------------- | ---------------------------- | ---------------------------- | ---------------------------- | ---------------------------- | ---------------------------- |
| 1.                           | 28.01.1931                   | Zagrzeb                      | Jugosławia                   |                              | 4:2                          | Balkan Cup 1929–1931         |
| 2.                           | 26.08.1931                   | Kowno                        | Litwa                        |                              | 4:2                          | towarzyski                   |
| 3.                           | 29.11.1931                   | Ateny                        | Grecja                       |                              | 4:2                          | Balkan Cup 1931              |

## Sukcesy
Maccabi Bukareszt
- Liga II (1): 1934/35